# Franz-Peter Hofmeister
Franz-Peter Hofmeister (* 5. srpna 1951, Kerpen) je bývalý německý atlet, který se věnoval hladké čtvrtce a štafetovým běhům, mistr Evropy v běhu na 400 metrů z roku 1978.
Nejdříve se věnoval sprintům, později se orientoval na běh na 400 metrů. Třikrát se účastnil mistrovství Evropy. V roce 1971 vybojoval stříbrnou medaili na 200 metrů. O tři roky později v Římě na stejné trati doběhl pátý. Největšího úspěchu dosáhl na evropském šampionátu v Praze v roce 1978. Zvítězil v běhu na 400 metrů a byl také členem vítězné západoněmecké štafety na 4 × 400 metrů. Startoval na olympiádě v Montrealu v roce 1976 – v běhu na 400 metrů postoupil do semifinále, spolu s kolegy vybojoval bronzovou medaili ve štafetě na 4 × 400 metrů. Byl rovněž halovým mistrem Evropy ve štafetě na 4 x 2 kola z roku 1975.